# Amedeo d'Alba
Amedeo (fine del XIII secolo – Noli, 1366) è stato un vescovo cattolico italiano, vescovo di Lango dal 17 luglio 1342 al 15 febbraio 1346,
vescovo di Noli dal 1346 al 1366.
Fra Amedeo era originario probabilmente di Alba Reale in Ungheria, fu vescovo di Lango dal 1342 al 1346 e successivamente di Noli, diocesi che resse per molti anni. Apparteneva all'ordine dei frati minori.